# Championnat d'Allemagne de hockey sur glace 2008-2009
Saison précédente Saison suivante
La saison 2008-2009 est la 15e saison du Championnat d'Allemagne de hockey sur glace depuis la création de la Deutsche Eishockey-Liga.

## Contexte
La DEL arrive au nombre maximal de 16 équipes, chiffre considéré par certains comme trop important. Autre motif d'insatisfaction, une formule complexe de groupes pour réduire le nombre de matchs à 52. La limitation des étrangers passe à 10 sur la feuille de match et 12 sur la saison.

## Saison régulière
Les clubs de DEL sont répartis entre quatre groupes (A, B, C et D) d'après leur classement de la saison régulière 2006/07. Les équipes d'un groupe A et D d'une part, B et C d'autres, ne se rencontrent que deux fois au lieu de quatre.
|     | Club                    | Pts | V  | Vp | Vtab | Dtab | Dp | D  | BP  | BC  | +/-  |
| --- | ----------------------- | --- | -- | -- | ---- | ---- | -- | -- | --- | --- | ---- |
| 1.  | Eisbären Berlin         | 105 | 31 | 1  | 4    | 0    | 2  | 14 | 214 | 143 | +71  |
| 2.  | Hannover Scorpions      | 101 | 30 | 2  | 1    | 3    | 2  | 14 | 173 | 151 | +22  |
| 3.  | DEG Metro Stars         | 88  | 24 | 2  | 3    | 3    | 3  | 17 | 159 | 134 | +25  |
| 4.  | Adler Mannheim          | 85  | 22 | 3  | 4    | 3    | 2  | 18 | 144 | 131 | +13  |
| 5.  | Sinupret Ice Tigers     | 85  | 23 | 6  | 1    | 1    | 1  | 20 | 153 | 142 | +11  |
| 6.  | Krefeld Pinguine        | 84  | 24 | 3  | 1    | 3    | 1  | 20 | 167 | 140 | +27  |
| 7.  | Grizzly Adams Wolfsburg | 83  | 25 | 0  | 1    | 5    | 1  | 20 | 180 | 141 | +39  |
| 8.  | Hamburg Freezers        | 82  | 22 | 1  | 4    | 2    | 4  | 19 | 158 | 147 | +11  |
| 9.  | Frankfurt Lions         | 80  | 21 | 3  | 3    | 1    | 4  | 20 | 152 | 152 | 0    |
| 10. | Augsburger Panther      | 80  | 24 | 1  | 1    | 2    | 2  | 22 | 156 | 178 | -22  |
| 11. | Iserlohn Roosters       | 71  | 15 | 4  | 3    | 5    | 7  | 18 | 171 | 187 | -16  |
| 12. | ERC Ingolstadt          | 68  | 18 | 3  | 1    | 4    | 2  | 24 | 144 | 155 | -11  |
| 13. | Straubing Tigers        | 68  | 17 | 3  | 4    | 1    | 2  | 25 | 144 | 164 | -20  |
| 14. | Kassel Huskies          | 68  | 17 | 3  | 4    | 1    | 2  | 25 | 144 | 164 | -20  |
| 15. | Kölner Haie             | 63  | 15 | 4  | 0    | 5    | 5  | 23 | 147 | 166 | -19  |
| 16. | Füchse Duisburg         | 40  | 9  | 3  | 3    | 1    | 0  | 36 | 118 | 225 | -107 |

V : Victoires (3 points), Vp/Vtab : Victoires en prolongation ou aux tirs au but (2 points), Dp/Dtab : Défaites en prolongation ou aux tirs au but (1 point), D : Défaites (0 point).

      = qualifiés pour les séries éliminatoires,       = qualifiés en tour préliminaire,       = non qualifiées

### Statistiques
Voir Statistiques du hockey sur glace pour la signification des abréviations.
| Meilleur pointeurs                    | Meilleur pointeurs | Meilleur pointeurs | Meilleur pointeurs | Meilleur pointeurs |
| Joueur                                | Matchs             | Buts               | Aides              | Points             |
| ------------------------------------- | ------------------ | ------------------ | ------------------ | ------------------ |
| Jason Ulmer (Grizzly Adams Wolfsburg) | 52                 | 17                 | 47                 | 64                 |
| Robert Hock (Iserlohn Roosters)       | 50                 | 15                 | 49                 | 64                 |
| Bob Wren (Iserlohn Roosters)          | 51                 | 21                 | 40                 | 61                 |
| Charlie Stephens (Krefeld Pinguine)   | 51                 | 20                 | 38                 | 58                 |
| Ken Magowan (Grizzly Adams Wolfsburg) | 52                 | 29                 | 28                 | 57                 |
| Meilleurs buteurs                     |                    |                    |                    |                    |
| Ken Magowan (Grizzly Adams Wolfsburg) | 52                 | 29                 | 28                 | 57                 |
| Michael Wolf (Iserlohn Roosters)      | 52                 | 27                 | 28                 | 55                 |
| Bill Trew (Straubing Tigers)          | 52                 | 27                 | 23                 | 50                 |
| Meilleurs passeurs                    |                    |                    |                    |                    |
| Robert Hock (Iserlohn Roosters)       | 50                 | 15                 | 49                 | 64                 |
| Jason Ulmer (Grizzly Adams Wolfsburg) | 52                 | 17                 | 47                 | 64                 |
| Bob Wren (Iserlohn Roosters)          | 51                 | 21                 | 40                 | 61                 |

| Meilleurs défenseurs                        | Meilleurs défenseurs | Meilleurs défenseurs | Meilleurs défenseurs | Meilleurs défenseurs |
| Joueur                                      | Matchs               | Buts                 | Aides                | Points               |
| ------------------------------------------- | -------------------- | -------------------- | -------------------- | -------------------- |
| Deron Quint (Eisbären Berlin)               | 52                   | 16                   | 32                   | 48                   |
| Jan-Axel Alavaara (Grizzly Adams Wolfsburg) | 52                   | 13                   | 31                   | 44                   |
| Richard Pavlikovský (Krefeld Pinguine)      | 50                   | 17                   | 26                   | 43                   |
| Sascha Goc (Hannover Scorpions)             | 48                   | 24                   | 16                   | 40                   |
| Marvin Degon (Grizzly Adams Wolfsburg)      | 52                   | 11                   | 29                   | 40                   |

| Meilleurs gardiens                     | Meilleurs gardiens | Meilleurs gardiens | Meilleurs gardiens | Meilleurs gardiens | Meilleurs gardiens | Meilleurs gardiens | Meilleurs gardiens |
| Joueur                                 | PC                 | BC                 | Moy                | Arr                | %Arr               | BL                 |                    |
| -------------------------------------- | ------------------ | ------------------ | ------------------ | ------------------ | ------------------ | ------------------ | ------------------ |
| Fred Brathwaite (Adler Mannheim)       | 49                 | 114                | 2.37               | 1411               | 92,5 %             | 6                  |                    |
| Rob Zepp (Eisbären Berlin)             | 43                 | 108                | 2.52               | 1181               | 91,6 %             | 2                  |                    |
| Scott Langkow (Krefeld Pinguine)       | 48                 | 121                | 2.60               | 1113               | 90,2 %             | 5                  |                    |
| Oliver Jonas (Grizzly Adams Wolfsburg) | 26                 | 64                 | 2.61               | 637                | 90,9 %             | 1                  |                    |
| Jamie Storr (DEG Metro Stars)          | 38                 | 100                | 2.62               | 1154               | 92,0 %             | 4                  |                    |

| Steve Walker (Eisbären Berlin) | 49 | +25 |
| Deron Quint (Eisbären Berlin)  | 52 | +25 |
| Dušan Milo (Krefeld Pinguine)  | 50 | +24 |

| Meilleur buteur en SN                 | Meilleur buteur en SN | Meilleur buteur en SN | Meilleur buteur en SN |
| ------------------------------------- | --------------------- | --------------------- | --------------------- |
| Ken Magowan (Grizzly Adams Wolfsburg) | 52 matchs,            | 29 buts,              | 15 buts en SN         |
| Meilleur buteur en IN                 |                       |                       |                       |
| François Fortier (Hamburg Freezers)   | 52 matchs,            | 22 buts,              | 4 buts en IN          |
| Christoph Ullmann (Kölner Haie)       | 49 matchs,            | 20 buts,              | 4 buts en IN          |
| Michel Periard (Sinupret Ice Tigers)  | 49 matchs,            | 11 buts,              | 4 buts en IN          |
| Richard Mueller (Hamburg Freezers)    | 49 matchs,            | 16 buts,              | 4 buts en IN          |

|     | Efficacité en SN        | Efficacité en SN | Efficacité en IN    | Efficacité en IN |
| 1.  | Eisbären Berlin         | 21,62 %          | DEG Metro Stars     | 87,35 %          |
| 2.  | Hannover Scorpions      | 21,05 %          | Adler Mannheim      | 85,93 %          |
| 3.  | Grizzly Adams Wolfsburg | 20,66 %          | Hamburg Freezers    | 85,67 %          |
| 4.  | Iserlohn Roosters       | 20,50 %          | Frankfurt Lions     | 84,24 %          |
| 5.  | Frankfurt Lions         | 18,21 %          | Sinupret Ice Tigers | 84,15 %          |
|     |                         |                  |                     |                  |
| 16. | Füchse Duisburg         | 11,52 %          | Iserlohn Roosters   | 79,30 %          |

## Séries

### Arbre
|  | Tour préliminaire | Tour préliminaire  | Tour préliminaire |                         |                         | Quarts de finale   | Quarts de finale | Quarts de finale   |   |  | Demi-finales | Demi-finales | Demi-finales    |   |  | Finale | Finale | Finale |
|  |                   |                    |                   |                         |                         |                    |                  |                    |   |  |              |              |                 |   |  |        |        |        |
|  | 8                 | Hamburg Freezers   | 3                 |                         |                         |                    |                  |                    |   |  |              |              |                 |   |  |        |        |        |
|  | 9                 | Frankfurt Lions    | 2                 |                         |                         |                    |                  |                    |   |  |              |              |                 |   |  |        |        |        |
|  | 9                 | Frankfurt Lions    | 2                 |                         | 1                       | Eisbären Berlin    | 4                |                    |   |  |              |              |                 |   |  |        |        |        |
|  |                   |                    |                   |                         | 1                       | Eisbären Berlin    | 4                |                    |   |  |              |              |                 |   |  |        |        |        |
|  |                   |                    | 8                 | Hamburg Freezers        | 0                       |                    |                  |                    |   |  |              |              |                 |   |  |        |        |        |
|  |                   |                    | 8                 | Hamburg Freezers        | 0                       |                    |                  |                    |   |  |              |              |                 |   |  |        |        |        |
|  |                   |                    |                   |                         |                         |                    |                  |                    |   |  |              |              |                 |   |  |        |        |        |
|  |                   |                    |                   |                         |                         |                    |                  |                    |   |  |              |              |                 |   |  |        |        |        |
|  |                   |                    |                   |                         |                         |                    | 1                | Eisbären Berlin    | 3 |  |              |              |                 |   |  |        |        |        |
|  |                   |                    |                   |                         |                         |                    |                  |                    | 3 |  |              |              |                 |   |  |        |        |        |
|  |                   | 4                  | Adler Mannheim    | 1                       |                         |                    |                  |                    |   |  |              |              |                 |   |  |        |        |        |
|  |                   | 4                  | Adler Mannheim    | 1                       |                         |                    |                  |                    |   |  |              |              |                 |   |  |        |        |        |
|  |                   |                    |                   |                         |                         |                    |                  |                    |   |  |              |              |                 |   |  |        |        |        |
|  |                   |                    |                   |                         |                         |                    |                  |                    |   |  |              |              |                 |   |  |        |        |        |
|  |                   | 4                  | Adler Mannheim    | 4                       |                         |                    |                  |                    |   |  |              |              |                 |   |  |        |        |        |
|  |                   |                    |                   | 4                       |                         |                    |                  |                    |   |  |              |              |                 |   |  |        |        |        |
|  |                   |                    | 5                 | Sinupret Ice Tigers     | 1                       |                    |                  |                    |   |  |              |              |                 |   |  |        |        |        |
|  |                   |                    | 5                 | Sinupret Ice Tigers     | 1                       |                    |                  |                    |   |  |              |              |                 |   |  |        |        |        |
|  |                   |                    |                   |                         |                         |                    |                  |                    |   |  |              |              |                 |   |  |        |        |        |
|  |                   |                    |                   |                         |                         |                    |                  |                    |   |  |              |              |                 |   |  |        |        |        |
|  |                   |                    |                   |                         |                         |                    |                  |                    |   |  |              | 1            | Eisbären Berlin | 3 |  |        |        |        |
|  |                   |                    |                   |                         |                         |                    |                  |                    |   |  |              |              |                 |   |  |        |        |        |
|  |                   | 3                  | DEG Metro Stars   | 1                       |                         |                    |                  |                    |   |  |              |              |                 |   |  |        |        |        |
|  | 7                 | 3                  | DEG Metro Stars   | 1                       | Grizzly Adams Wolfsburg | 3                  |                  |                    |   |  |              |              |                 |   |  |        |        |        |
|  | 7                 |                    |                   |                         | Grizzly Adams Wolfsburg | 3                  |                  |                    |   |  |              |              |                 |   |  |        |        |        |
|  | 10                | Augsburger Panther | 1                 |                         |                         |                    |                  |                    |   |  |              |              |                 |   |  |        |        |        |
|  | 10                | Augsburger Panther | 1                 |                         | 2                       | Hannover Scorpions | 4                |                    |   |  |              |              |                 |   |  |        |        |        |
|  |                   |                    |                   |                         | 2                       | Hannover Scorpions | 4                |                    |   |  |              |              |                 |   |  |        |        |        |
|  |                   |                    | 7                 | Wolfsburg Grizzly Adams | 2                       |                    |                  |                    |   |  |              |              |                 |   |  |        |        |        |
|  |                   |                    | 7                 | Wolfsburg Grizzly Adams | 2                       |                    |                  |                    |   |  |              |              |                 |   |  |        |        |        |
|  |                   |                    |                   |                         |                         |                    |                  |                    |   |  |              |              |                 |   |  |        |        |        |
|  |                   |                    |                   |                         |                         |                    |                  |                    |   |  |              |              |                 |   |  |        |        |        |
|  |                   |                    |                   |                         |                         |                    | 2                | Hannover Scorpions | 2 |  |              |              |                 |   |  |        |        |        |
|  |                   |                    |                   |                         |                         |                    |                  |                    | 2 |  |              |              |                 |   |  |        |        |        |
|  |                   | 3                  | DEG Metro Stars   | 3                       |                         |                    |                  |                    |   |  |              |              |                 |   |  |        |        |        |
|  |                   | 3                  | DEG Metro Stars   | 3                       |                         |                    |                  |                    |   |  |              |              |                 |   |  |        |        |        |
|  |                   |                    |                   |                         |                         |                    |                  |                    |   |  |              |              |                 |   |  |        |        |        |
|  |                   |                    |                   |                         |                         |                    |                  |                    |   |  |              |              |                 |   |  |        |        |        |
|  |                   | 3                  | DEG Metro Stars   | 4                       |                         |                    |                  |                    |   |  |              |              |                 |   |  |        |        |        |
|  |                   |                    |                   | 4                       |                         |                    |                  |                    |   |  |              |              |                 |   |  |        |        |        |
|  |                   |                    | 6                 | Krefeld Pinguine        | 3                       |                    |                  |                    |   |  |              |              |                 |   |  |        |        |        |
|  |                   |                    | 6                 | Krefeld Pinguine        | 3                       |                    |                  |                    |   |  |              |              |                 |   |  |        |        |        |
|  |                   |                    |                   |                         |                         |                    |                  |                    |   |  |              |              |                 |   |  |        |        |        |

### Tour préliminaire
Disputés au meilleur des cinq matchs du 5 au 11 mars 2009.
|                         |   |                    | Serie | 1   | 2   | 3   | 4        | 5   |
| ----------------------- | - | ------------------ | ----- | --- | --- | --- | -------- | --- |
| Grizzly Adams Wolfsburg | – | Augsburger Panther | 3:1   | 1:2 | 4:1 | 1:0 | 4:3 a.p. | –   |
| Hamburg Freezers        | – | Frankfurt Lions    | 3:2   | 3:4 | 1:2 | 2:1 | 2:1 a.p. | 4:2 |

### Quarts de finale
Disputés au meilleur des sept matchs du 13 au 26 mars 2009.
|                    |   |                         | Serie | 1   | 2        | 3   | 4        | 5   | 6   | 7   |
| ------------------ | - | ----------------------- | ----- | --- | -------- | --- | -------- | --- | --- | --- |
| Eisbären Berlin    | – | Hamburg Freezers        | 4:0   | 5:3 | 3:2 a.p. | 7:2 | 4:1      | −   | −   | −   |
| Hannover Scorpions | – | Grizzly Adams Wolfsburg | 4:2   | 2:1 | 2:3 a.p. | 2:3 | 4:3 a.p. | 4:3 | 2:0 | −   |
| DEG Metro Stars    | – | Krefeld Pinguine        | 4:3   | 2:3 | 4:3 a.p. | 1:2 | 5:4 a.p. | 2:1 | 3:4 | 5:0 |
| Adler Mannheim     | – | Sinupret Ice Tigers     | 4:1   | 5:0 | 3:5      | 3:2 | 2:1      | 5:2 | −   | −   |

### Demi-finales
Disputées au meilleur des cinq matchs du 29 mars au 7 avril 2009.
|                    |   |                 | Serie | 1   | 2   | 3   | 4        | 5   |
| ------------------ | - | --------------- | ----- | --- | --- | --- | -------- | --- |
| Eisbären Berlin    | – | Adler Mannheim  | 3:1   | 4:0 | 1:6 | 4:0 | 6:4      | –   |
| Hannover Scorpions | – | DEG Metro Stars | 2:3   | 5:2 | 2:4 | 6:3 | 3:4 a.p. | 1:3 |

### Finale
Disputée au meilleur des cinq matchs du 9 au 17 avril 2009.
|                 |   |                 | Serie | 1   | 2   | 3   | 4   | 5 |
| --------------- | - | --------------- | ----- | --- | --- | --- | --- | - |
| Eisbären Berlin | – | DEG Metro Stars | 3:1   | 3:2 | 1:3 | 5:1 | 4:2 | – |

Les Eisbären Berlin remportent leur 4e titre de champion.

### Meilleurs joueurs
| Meilleurs pointeurs                  | Meilleurs pointeurs | Meilleurs pointeurs | Meilleurs pointeurs | Meilleurs pointeurs |
| Joueur                               | Matchs              | Buts                | Aides               | Points              |
| ------------------------------------ | ------------------- | ------------------- | ------------------- | ------------------- |
| Brandon Reid (DEG Metro Stars)       | 16                  | 5                   | 16                  | 21                  |
| Shane Joseph (DEG Metro Stars)       | 16                  | 5                   | 12                  | 17                  |
| Adam Courchaine (DEG Metro Stars)    | 16                  | 12                  | 4                   | 16                  |
| Chris Herperger (Hannover Scorpions) | 11                  | 6                   | 8                   | 14                  |
| Andy Roach (Eisbären Berlin)         | 12                  | 5                   | 8                   | 13                  |
| Daniel Kreutzer (DEG Metro Stars)    | 16                  | 3                   | 10                  | 13                  |
| Meilleurs buteurs                    |                     |                     |                     |                     |
| Adam Courchaine (DEG Metro Stars)    | 16                  | 12                  | 4                   | 16                  |
| Chris Herperger (Hannover Scorpions) | 11                  | 6                   | 8                   | 14                  |
| Michael Hackert (Adler Mannheim)     | 9                   | 6                   | 4                   | 10                  |
| Meilleurs passeurs                   |                     |                     |                     |                     |
| Brandon Reid (DEG Metro Stars)       | 16                  | 5                   | 16                  | 21                  |
| Shane Joseph (DEG Metro Stars)       | 16                  | 5                   | 12                  | 17                  |
| Sascha Goc (Hannover Scorpions)      | 11                  | 4                   | 10                  | 14                  |

| Meilleurs défenseurs            | Meilleurs défenseurs | Meilleurs défenseurs | Meilleurs défenseurs | Meilleurs défenseurs |
| Joueur                          | Matchs               | Buts                 | Aides                | Points               |
| ------------------------------- | -------------------- | -------------------- | -------------------- | -------------------- |
| Sascha Goc (Hannover Scorpions) | 11                   | 4                    | 10                   | 14                   |
| Andy Roach (Eisbären Berlin)    | 12                   | 5                    | 8                    | 13                   |
| Ryan Caldwell (DEG Metro Stars) | 15                   | 3                    | 7                    | 10                   |

| Meilleurs gardiens                     | Meilleurs gardiens | Meilleurs gardiens | Meilleurs gardiens | Meilleurs gardiens | Meilleurs gardiens | Meilleurs gardiens | Meilleurs gardiens |
| Joueur                                 | PC                 | BC                 | Moy                | Arr                | %Arr               | BL                 |                    |
| -------------------------------------- | ------------------ | ------------------ | ------------------ | ------------------ | ------------------ | ------------------ | ------------------ |
| Rob Zepp (Eisbären Berlin)             | 12                 | 26                 | 2.12               | 314                | 92 %               | 2                  |                    |
| Oliver Jonas (Grizzly Adams Wolfsburg) | 10                 | 32                 | 2.13               | 294                | 93 %               | 1                  |                    |
| Dimitri Pätzold (Hannover Scorpions)   | 10                 | 24                 | 2.30               | 266                | 92 %               | 1                  |                    |

## Effectif vainqueur
| Champion d'Allemagne Eisbären Berlin | Gardiens de but : Markus Keller, Rob Zepp, Youri Ziffzer Défenseurs : Jens Baxmann, Dominik Bielke, Steve Hanusch, Frank Hördler, René Kramer, Deron Quint, Andy Roach, Richie Regehr, Brandon Smith, Gregor Stein Attaquants : Constantin Braun, Laurin Braun, Mark Beaufait, Florian Busch, Sven Felski (A), Norman Martens, Matt McIlvane, Tyson Mulock, Denis Pederson, André Rankel, Patrick Pohl, Alexander Oblinger, Nathan Robinson, Christian Swärd, Stefan Ustorf (A), Steve Walker (C), Alexander Weiß, Daniel Weiß, Entraîneur en chef : Don Jackson |